# (3435) Boury
(3435) Boury es un asteroide perteneciente al cinturón de asteroides, descubierto el 2 de diciembre de 1981 por François Dossin desde el Observatorio de la Alta Provenza, Saint-Michel-l'Observatoire, Francia.

## Designación y nombre
Designado provisionalmente como 1981 XC2. Fue nombrado Boury en honor al astrofísico belga Arsène Boury.